# Pleasant Dreams
Pleasant Dreams é o sexto álbum de estúdio dos Ramones, lançado a 29 de julho de 1981, pelo selo Sire Records, e alcançou a posição 58 da parada da revista americana Billboard. Foi o primeiro disco dos Ramones a não apresentar nenhuma versão cover de canções de outros artistas. A capa do disco foi também a primeira a não apresentar uma foto da banda. Em 2002 o album foi relançado em uma edição estendida pelo selo Rhino Records, e traz no encarte do CD a versão original da capa com a foto do grupo, que nunca chegou a ser lançada.
Há algumas peculiaridades sobre “Pleasant Dreams”: é o primeiro álbum em que não aparecem os integrantes dos Ramones na capa; é o primeiro trabalho sem gravação de cover; e foi a partir dele, que as autorias das músicas da banda foram creditadas de maneira individual – considerando apenas o lançamento original do disco com 12 canções (sete assinadas por Joey e as outras cinco por Dee Dee).
A faixa "The KKK Took My Baby Away", é uma das mais célebres do album, e recebeu versões covers de diversas bandas ao longo dos anos, entre elas Marilyn Manson, Shonen Knife, Alkaline Trio, New Found Glory e Face to Face. Nos versos da canção, o protagonista conta que sua namorada foi sequestrada pela Ku Klux Klan à caminho de Los Angeles, e recorre à autoridades federais (FBI e o próprio presidente da República), com o intuito de reavê-la com vida.
Em um documentário sobre a banda, End of the Century: The Story of the Ramones, um entrevistado próximo aos membros afirma que os versos da canção tratavam de um ataque pessoal de Joey à Johnny (que o constrangia constantemente pelo fato dele ser judeu), após o mesmo ter "roubado" sua namorada Linda. Entretanto o irmão de Joey, Mickey Leigh, discorda desta versão, pois afirma que a canção havia sido escrito antes daquele acontecimento, e na verdade era uma referência à um antigo relacionamento de Joey com uma moça negra, relacionamento este desaprovado pela sua família. Quando Leigh perguntou a Joey o paradeiro da moça este lhe respondeu "A Ku Klux Klan a levou embora".
No mesmo documentário, End of the Century: The Story of the Ramones, Johnny Ramone afirma que o riff de guitarra de "The KKK Took My Baby Away" foi inspirado pelo riff da canção da banda Cheap Trick "He's a Whore"

## Faixas
1. "We Want The Airwaves" (Joey Ramone) – 3:22
2. "All's Quiet On The Eastern Front" (Dee Dee Ramone) – 2:14
3. "The KKK Took My Baby Away" (Joey Ramone) – 2:32
4. "Don't Go" (Joey Ramone) – 2:48
5. "You Sound Like You're Sick" (Dee Dee Ramone) – 2:42
6. "It's Not My Place" (In The 9 To 5 World) (Joey Ramone) – 3:24
7. "She's A Sensation" (Joey Ramone) – 3:29
8. "7-11" (Joey Ramone) – 3:38
9. "You Didn't Mean Anything To Me" (Dee Dee Ramone) – 3:00
10. "Come On Now" (Dee Dee Ramone) – 2:33
11. "This Business Is Killing Me" (Joey Ramone) – 2:41
12. "Sitting In My Room" (Dee Dee Ramone) – 2:30

Faixas bônus
1. "Touring" (versão de 1981) – 2:49
2. "I Can't Get You Out of My Mind" – 3:24
3. "Chop Suey" (versão alternada) (Joey Ramone) – 3:32
4. "Sleeping Troubles" (demo) – 2:07
5. "Kicks to Try" (demo) – 2:09
6. "I'm Not an Answer" (demo) – 2:55
7. "Stares in This Town" (demo) – 2:26

## Ramones
- Joey Ramone – Vocal líder
- Johnny Ramone – guitarra
- Dee Dee Ramone – baixo, vocal de apoio
- Marky Ramone – bateria

## Musicos adicionais
- Dick Emerson – Teclado
- Dave Hassel – Percussão
- Russell Mael - backing vocals
- Ian Wilson - backing vocals
- Graham Gouldman - backing vocals